# Bad Staffelstein
Bad Staffelstein (bis 2001 Staffelstein) ist eine Stadt im oberfränkischen Landkreis Lichtenfels. Der Gottesgarten an der Bayerischen Porzellanstraße birgt viele Sehenswürdigkeiten. Dazu zählen die von Balthasar Neumann erbaute Basilika Vierzehnheiligen und das Kloster Banz. Ein weithin bekanntes Ausflugsziel ist der Staffelberg.

## Geographie

### Geographische Lage
Der Ort erstreckt sich beiderseits des Mains, wobei sich die Kerngemeinde am linken Ufer befindet. Der Hausberg ist der linksmainische Staffelberg mit einer Höhe von 539 m ü. NHN, rechtsmainisch erheben sich die 451,1 m ü. NHN hohen Eierberge.

### Gemeindegliederung

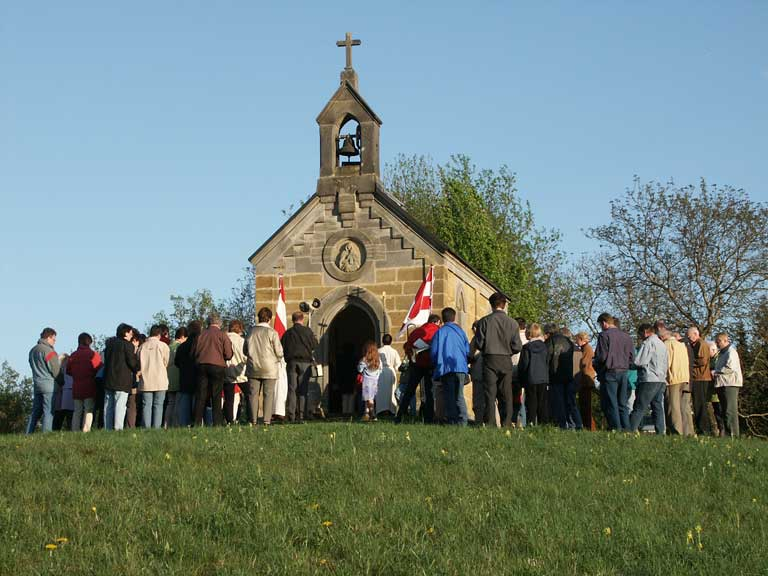
Maiandacht an der St.-Marien-Kapelle in Kaider (2004). Die Marienkapelle war im Jahr 2016 Kulisse im Film Katharina Luther, der in der ARD am 22. Februar 2017 erstmals ausgestrahlt wurde

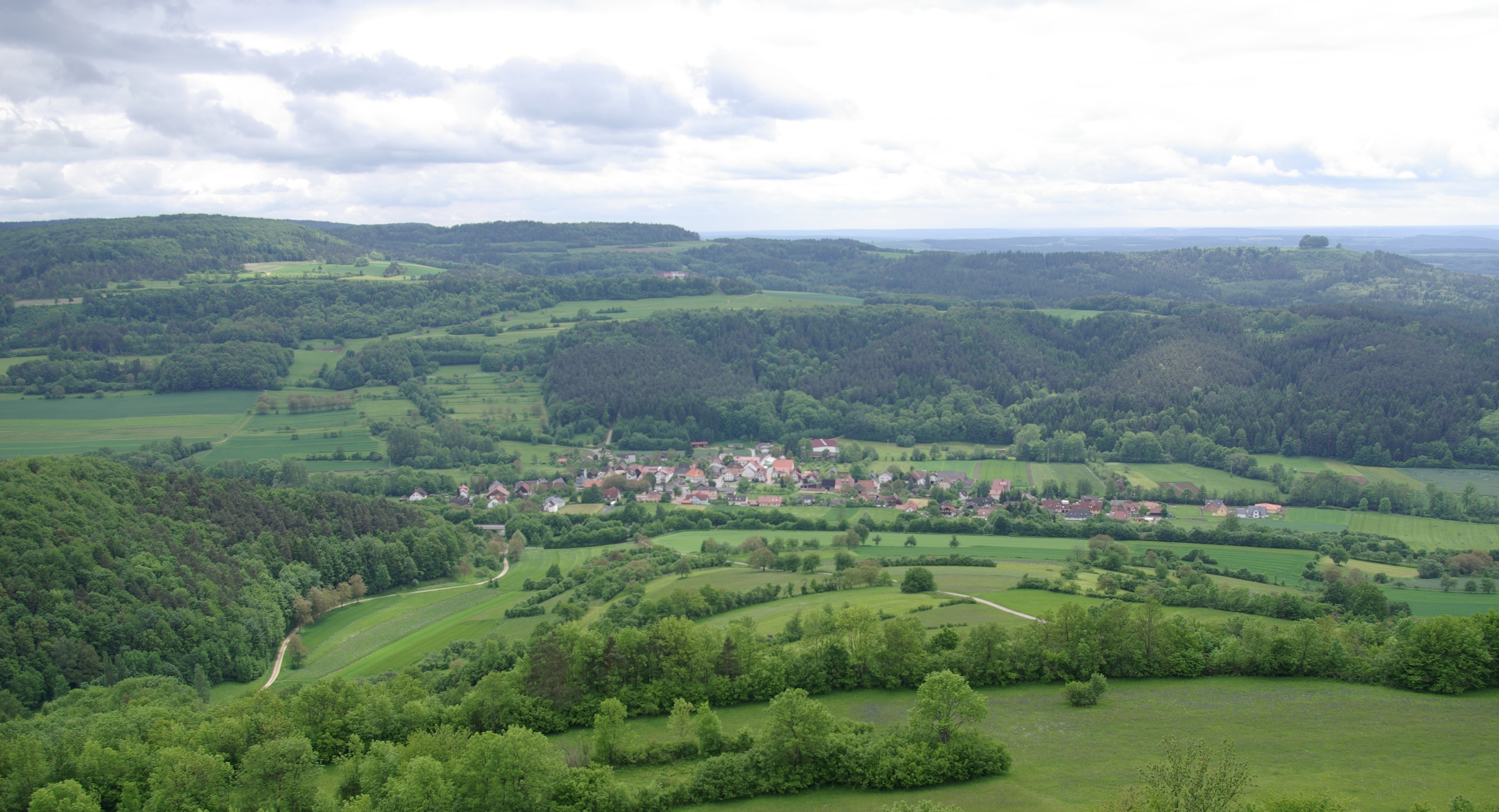
Blick vom Staffelberg auf Loffeld, 2010

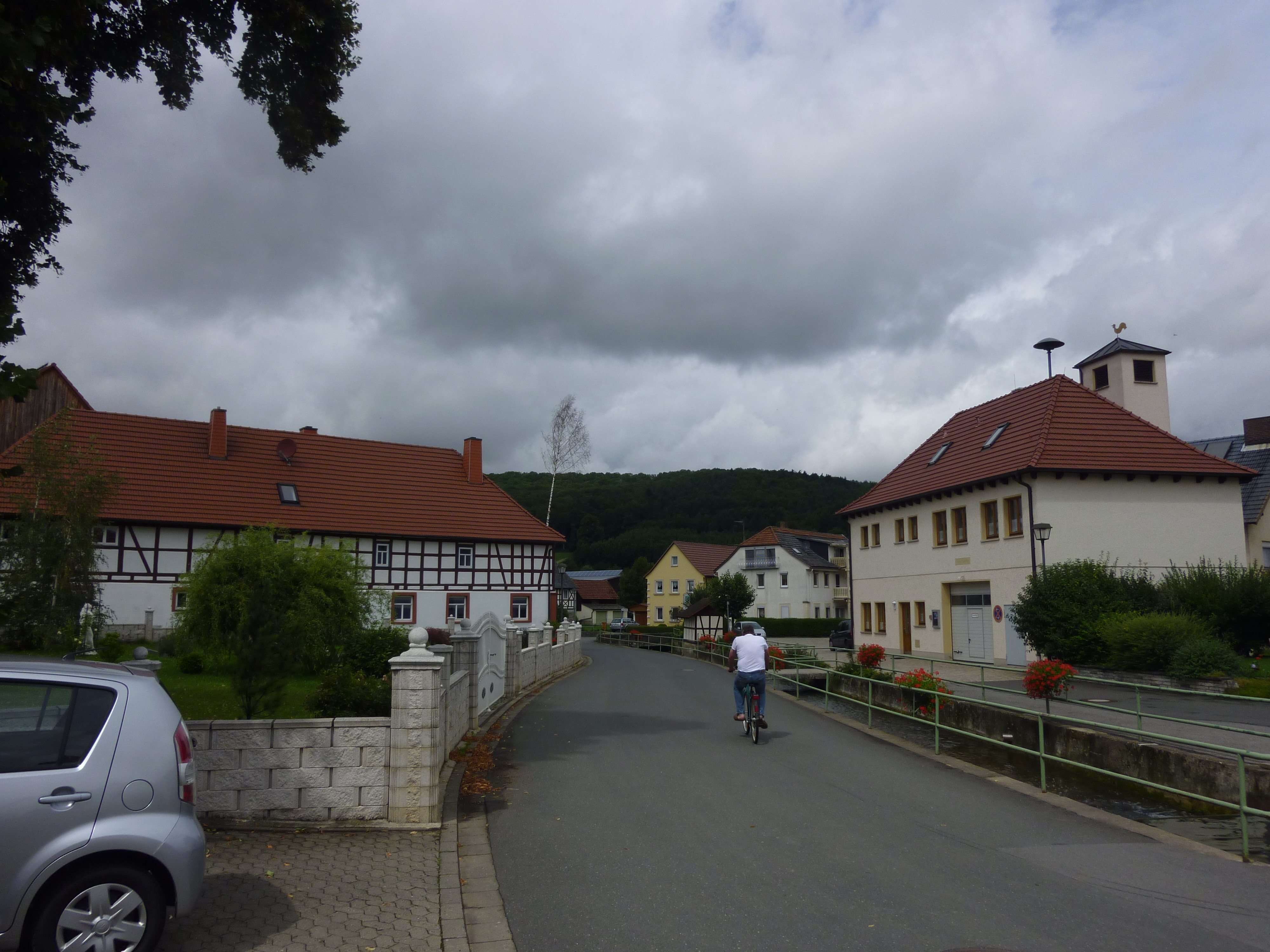
Blick in das Dorfzentrum von Stublang, 2011

Die Stadtgemeinde Bad Staffelstein hat 40 Gemeindeteile (in Klammern ist der Siedlungstyp angegeben):
- Altenbanz (Pfarrdorf)
- Bad Staffelstein (Hauptort)
- Eichelsee (Einöde)
- End (Dorf)
- Forsthaus Banz (Einöde)
- Frauendorf (Pfarrdorf)
- Gößmitz (Dorf)
- Grundfeld (Dorf)
- Hausen (Dorf)
- Horsdorf (Dorf)
- Kaider (Dorf)
- Kloster Banz (Kloster)
- Krögelhof (Weiler)
- Kümmersreuth (Kirchdorf)
- Kurklinik Lautergrund (Anstalt)
- Kurzentrum
- Loffeld (Kirchdorf)
- Nedensdorf (Dorf)
- Neubanz (Dorf)
- Neuhof (Einöde)
- Oberau (Einöde)
- Püchitz (Dorf)
- Romansthal (Dorf)
- Rothhof (Einöde)
- Schönbrunn (Dorf)
- Schwabthal (Dorf)
- Serkendorf (Dorf)
- Stadel (Dorf)
- Staffelberg (Kapelle)
- Stublang (Kirchdorf)
- Tiefenthal (Weiler)
- Uetzing (Pfarrdorf)
- Unnersdorf (Dorf)
- Unterzettlitz (Dorf)
- Vierzehnheiligen (Kloster)
- Voreichen (Einöde)
- Weisbrem (Weiler)
- Wiesen (Kirchdorf)
- Wolfsdorf (Dorf)
- Zilgendorf (Weiler)

## Geschichte

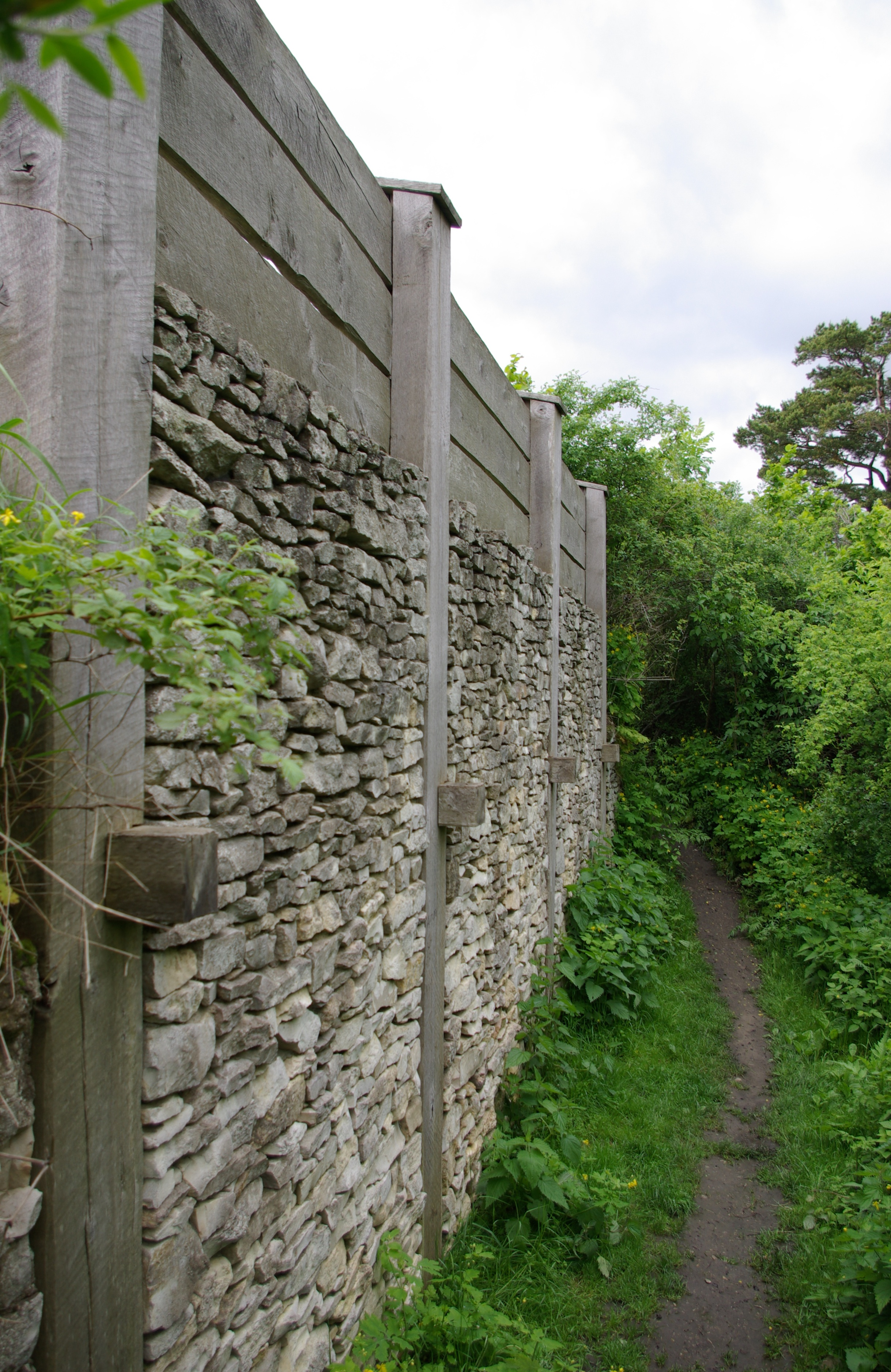
Rekonstruktion einer keltischen Pfostenschlitzmauer auf dem Staffelberg, 2010

### Bis zum 18. Jahrhundert
Der Staffelberg ist seit der Jungsteinzeit besiedelt. Dort befand sich in der keltischen Zeit das Oppidum auf dem Staffelberg, das möglicherweise mit dem Ort Menosgada gleichzusetzen ist, den der griechische Forscher Claudius Ptolemäus im 2. Jahrhundert n. Chr. erwähnte. Es wurde wohl um die Zeitenwende mit dem Vordringen der Germanen, die im Maintal siedelten, aufgegeben. Auf dem Chamnitzen, einem 300 Meter langen Felsenriff zwischen Kümmersreuth und Lahm, wurden zertrümmerte Tongefäße germanischen Ursprungs gefunden, die auf einen Kultplatz hinweisen. Für eine Besiedlung ist das Felsstück jedoch ungeeignet.
Staffelstein erschien erstmals um 800 im Codex Eberhardi, in dem der Gutsbezirk Banz beschrieben wurde. Seit der Mitte des 9. Jahrhunderts war der Ort im Besitz des Klosters Fulda, im 11. Jahrhundert kam er zum Hochstift Bamberg. König Lothar III. verlieh im Jahr 1130 den Georgsbrüdern (den Kapitularen des Bamberger Doms) das Markt-, Bann- und Zollrecht für Staffelstein. Aus dem Jahr 1418 sind vier Stadttore belegt. 1422 erhielt Staffelstein vom Bamberger Bischof Friedrich III. von Aufseß das Recht, eine Stadtbefestigung zu errichten. 1473 kam es aufgrund eines Angriffs des Ritters Ulrich von der Weide zu einem verheerenden Stadtbrand.
Im Dreißigjährigen Krieg nahmen die Schweden am 7. Februar 1633 die Stadt ein und zerstörten die Vorstadt. 1634 forderte die Pest 400 Menschenleben. Am 5. Juli 1684 kam es erneut zu einem Stadtbrand, dem nahezu alle Häuser der Stadt zum Opfer fielen. Das heutige Stadtbild ist vom Wiederaufbau im barocken Stil geprägt. Die beiden bedeutendsten Kirchenbauten der näheren Umgebung, das Kloster Banz (Weihe 1719) und die Basilika Vierzehnheiligen (1772 vollendet), betonen ebenfalls den barocken Charakter der Gegend.

### 19. bis 21. Jahrhundert

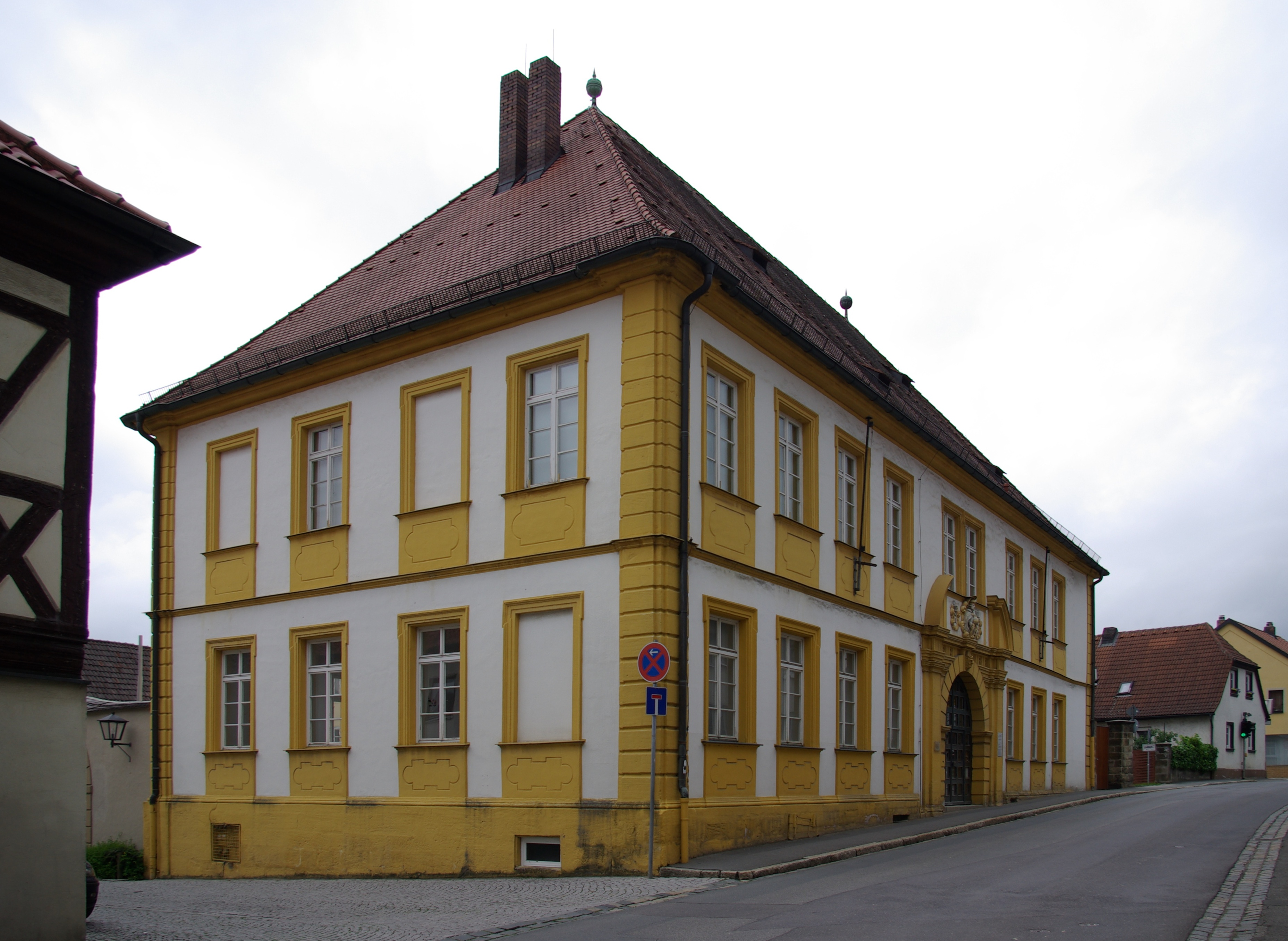
Amtshaus des Bamberger Domkapitels (1720–1803), des Bezirksamtes/Landratsamtes (1862–1972), seit 1974 Amt für Landwirtschaft (2010)

Anfang des 19. Jahrhunderts kam das Hochstift Bamberg, das ab 1500 auch zum Fränkischen Reichskreis gehörte, und dadurch auch Staffelstein zum Königreich Bayern. Die Stadt erhielt 1846 mit dem Bau der Ludwig-Süd-Nord-Bahn Anschluss an das Eisenbahnnetz der Bahnstrecke Bamberg–Hof. 1975 wurde eine 50 °C warme, stark solehaltige Thermalquelle in über 1000 m Tiefe erschlossen. 1999 wurden ein Kurpark und zwei Gradierwerke geschaffen. Die Stadt erhielt im Jahr 2001 den Namenszusatz Bad.

### Eingemeindungen
Die Gebietsreform in Bayern, die am 1. Juli 1972 in Kraft trat, brachte für die Stadt entscheidende Veränderungen. Neben dem Landratsamt wurden auch andere Verwaltungsbehörden aufgelöst. Am 1. Januar 1975 wurde die Gemeinde Wiesen eingegliedert. Am 1. Juli 1976 kam Grundfeld hinzu. Am 1. Januar 1977 folgten Horsdorf und Schönbrunn. Durch die Gebietsreform, die am 1. Januar 1978 in Kraft trat, wurden die Gemeinden Banz (entstanden am 1. Juli 1972 aus der Fusion von Altenbanz, Nedensdorf, Stadel, Unnersdorf und Gebietsteilen von Weingarten), Schwabthal, Serkendorf, Stublang, Uetzing und Wolfsdorf sowie Gebietsteile der aufgelösten Gemeinde Unterzettlitz eingegliedert, sodass sich die Einwohnerzahl annähernd verdoppelte.

### Einwohnerentwicklung
- 1840: 01.309 Einwohner[7]
- 1900: 01.724 Einwohner
- 1961: 04.625 Einwohner (ohne die eingemeindeten Orte), 9.531 Einwohner (mit den später eingemeindeten Orten)
- 1970: 05.024 Einwohner (ohne die eingemeindeten Orte), 9.804 Einwohner (mit den später eingemeindeten Orten)
- 1977: 04.985 Einwohner (vor der Gemeindegebietsreform)
- 1978: 09.881 Einwohner (nach der Gemeindegebietsreform)
- 1991: 10.454 Einwohner
- 1995: 10.661 Einwohner
- 2005: 10.686 Einwohner
- 2010: 10.618 Einwohner
- 2015: 10.231 Einwohner

## Politik

### Stadtrat

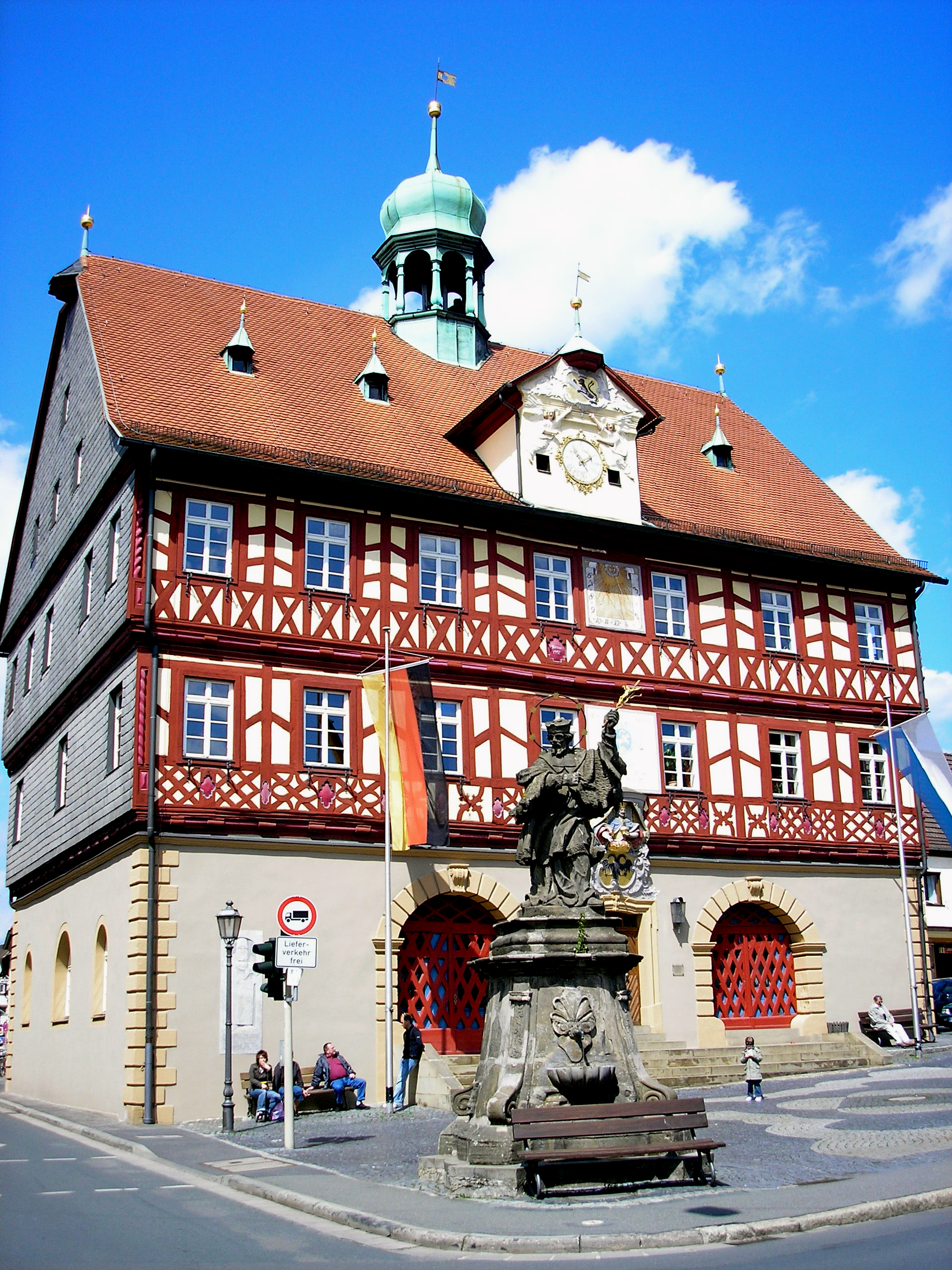
Rathaus von Bad Staffelstein, 2006

#### Stadtratswahl 2020
Nach der Kommunalwahl am 15. März 2020 setzt sich der Stadtrat wie folgt zusammen:
| Partei / Liste    | Stimmenanteil | Sitze |
| ----------------- | ------------- | ----- |
| CSU               | 37,3 %        | 9     |
| Grüne/SBUN*       | 13,7 %        | 3     |
| SPD               | 07,5 %        | 2     |
| Freie Wähler      | 24,6 %        | 6     |
| JB (Junge Bürger) | 14,9 %        | 4     |
| AfD               | 02,0 %        | 0     |

* Staffelsteiner Bürger für Umwelt- und Naturschutz

#### Sitzverteilungen nach vorigen Wahlen
| Partei / Liste    | 2014    | 2008      | 2002      |
| ----------------- | ------- | --------- | --------- |
| CSU               | 9 Sitze | 10 Sitze0 | 12 Sitze0 |
| SBUN *            | 2 Sitze | 2 Sitze   | 1 Sitz    |
| SPD               | 3 Sitze | 3 Sitze   | 4 Sitze   |
| Freie Wähler      | 6 Sitze | 5 Sitze   | 5 Sitze   |
| JB (Junge Bürger) | 4 Sitze | 4 Sitze   | 2 Sitze   |

### Bürgermeister
Erster Bürgermeister ist seit 2021 Mario Schönwald (FW),. Seine Vorgänger waren Jürgen Kohmann (CSU, 2006–2021) und Georg Müller (SPD). Die außerplanmäßigen Wahltermine kamen 1994 zustande, weil der damalige Erste Bürgermeister Reinhard Leutner (CSU), zum Landrat gewählt worden war.
In der Bürgermeisterwahl am 27. September 2021 verfehlte der bisherige Zweite Bürgermeister Hans-Josef Stich (CSU) die absolute Mehrheit um wenige Stimmen. Es fand daher am 11. Oktober 2021 eine Stichwahl zwischen Hans-Josef Stich (CSU) und Mario Schönwald (FW) statt. Hans-Josef Stich kündigte vor der Stichwahl an, dass er aus privaten Gründen das Amt des Bürgermeisters nicht ausführen werde. Mario Schönwald (FW) wurde mit 62,9 % der Stimmen zum Bürgermeister gewählt.

### Wappen
| | Blasonierung: „In Blau auf golden gezäumtem silbernem Ross über einen vierstaffeligen goldenen Steinberg linkshin springend ein golden gerüsteter Ritter mit silbernem Schild und silberner Speerfahne, darauf je ein durchgehendes rotes Kreuz.“ |
| Wappengeschichte: Kaiser Lothar III. verlieh Staffelstein 1130 Marktrecht. 1418 wurde der Markt erstmals Stadt genannt. Aus der Mitte des 14. Jahrhunderts stammt das älteste überlieferte Siegel. Der vierstaffelige Berg steht seitdem redend für den Ortsnamen. Staffel bedeutet Stufen. In einem Siegel von 1640 und aus dem 18. Jahrhundert tritt an die Stelle des Staffelbergs ein Lindwurm, den der Ritter mit seiner Lanze durchbohrt. Hierbei handelt es sich um den heiligen Georg, den früheren Hauptpatron des Bamberger Domkapitels. Bischof Otto der Heilige (1102 bis 1139) erwarb Staffelstein durch Tausch vom Kloster Fulda, vermachte es der Kongregation des Heiligen Georg zu Bamberg, dem späteren Domkapitel, unter dessen Herrschaft Staffelstein bis zur Säkularisation 1803 blieb. Die Farben setzte das Ministerium 1819 fest, das zugleich ein neues Wappen ablehnte. Dieses war nach 1803 ohne Verleihung entstanden und stand bereits in der Bürgermeistermedaille. Es zeigte in Blau drei silberne Großbuchstaben S, die Siegel Stadt Staffelstein bedeuten sollten. Wappenführung seit 14. Jahrhundert. Änderung 1640 und im 18. Jahrhundert anstatt des Staffelberges ein Lindwurm. Von 1803 bis 1819 sind in der Bürgermeistermedaille in Blau drei silberne Großbuchstaben S. Die heutige Farbengebung wurde 1819 festgelegt. | |

### Städtepartnerschaft
- Lod in Israel seit 1987

## Kultur und Sehenswürdigkeiten

### Museen
- Museum der Stadt Bad Staffelstein
- Museum Kloster Banz

### Bauwerke
- Das Rathaus (1684 bis 1687 unter Verwendung des spätmittelalterlichen Erdgeschosses erbaut) ist ein dreigeschossiges fränkisches Fachwerkhaus und prägt den Marktplatz der Stadt.
- Der Bamberger Turm (im Alltag Stadtturm genannt) ist der einzige erhaltene Turm der Stadtbefestigung und stammt im Kern aus dem Jahr 1422. Seit einigen Jahren wird er für Kunstausstellungen genutzt.
- Katholische Pfarrkirche St. Kilian und Georg aus dem 14. und 15. Jahrhundert
- Mittelalterliche katholische St.-Anna-Kapelle, 1684 durch Stadtbrand zerstört, 1693/94 wiederaufgebaut
- St.-Georgs-Kapelle, 1413 erstmals erwähnt, 1473 und 1684 zerstört, 1728 wiederaufgebaut
- Katholische Heilig-Kreuz-Kapelle vor dem Bamberger Tor, 1677/78 in nachgotischen Formen erbaut
- Stadtbrunnen mit der Figur des heiligen Johann Nepomuk auf geschwungenem Sockel (um 1730)
- Überlebensgroße Adam-Ries(e)-Bronze-Skulptur in der Bahnhofstraße im Fußgängerzonenbereich, geschaffen vom Bildhauer Andreas Krämmer, enthüllt zum 450. Todestag des Rechenmeisters im November 2009[21]
- Basilika Vierzehnheiligen
- Kloster Banz
- Statue der Staffelsteiner Legende Pass Auf von Hubert Weber in der Bahnhofstraße
- Denkmalgeschütztes Bahnhofsgebäude aus Sandsteinquadern, erbaut 1845 nach den Plänen von Georg Friedrich Christian Bürklein
- Evangelische Dreieinigkeitskirche (erbaut 1957)

Sehenswürdigkeiten in und um Bad Staffelstein

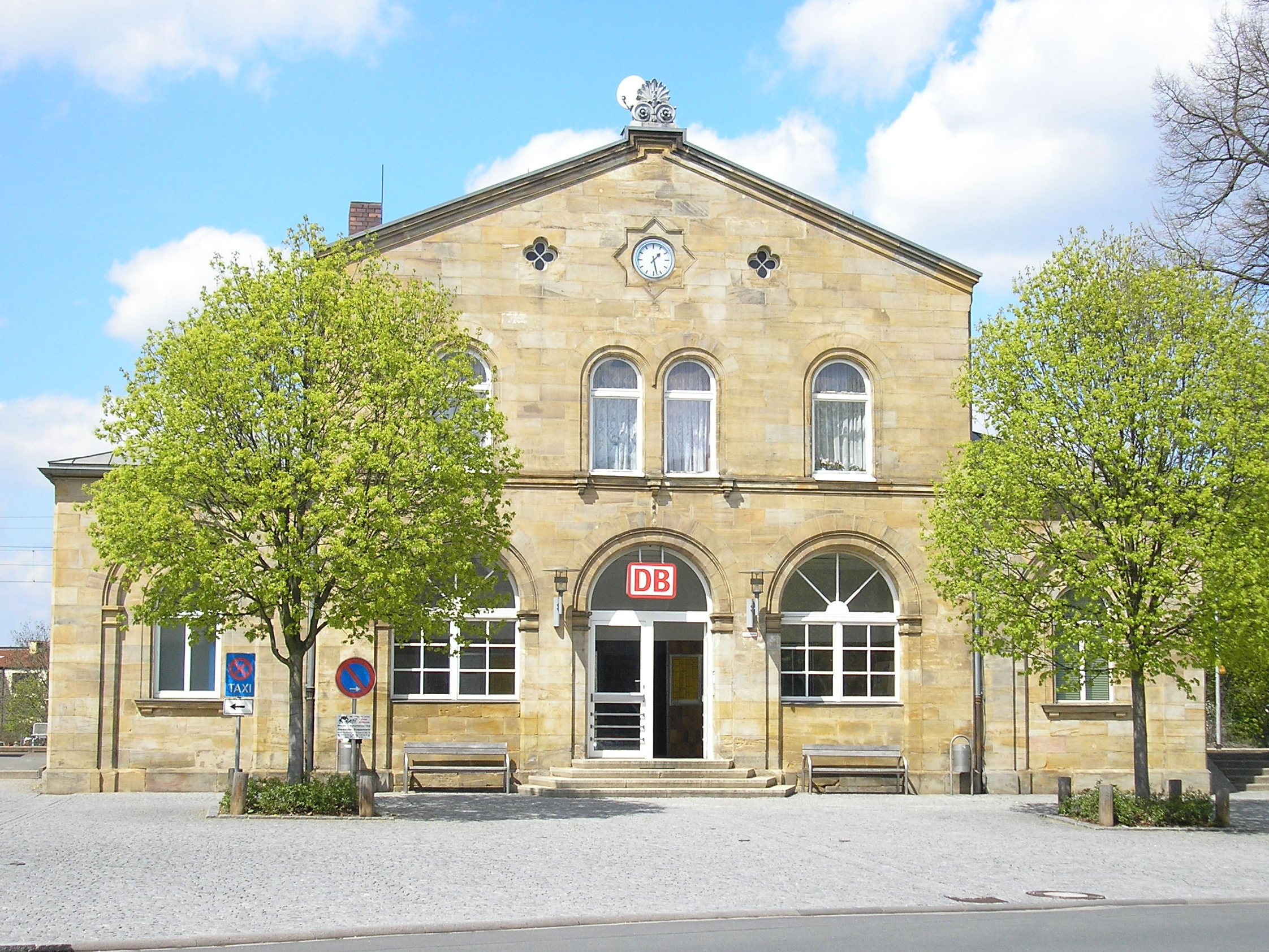
Bahnhofsgebäude von Bad Staffelstein
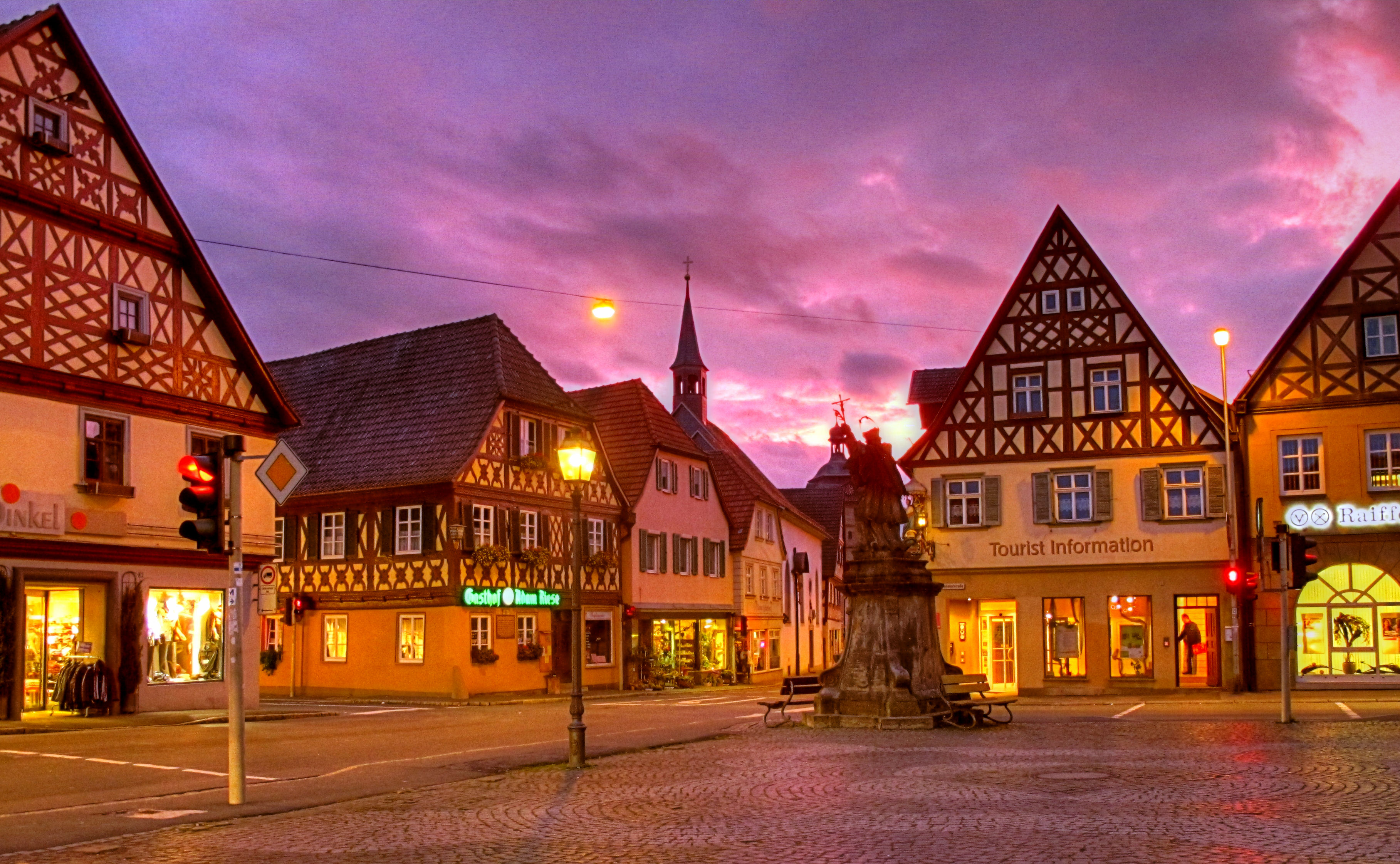
Marktplatz, Herbst 2010
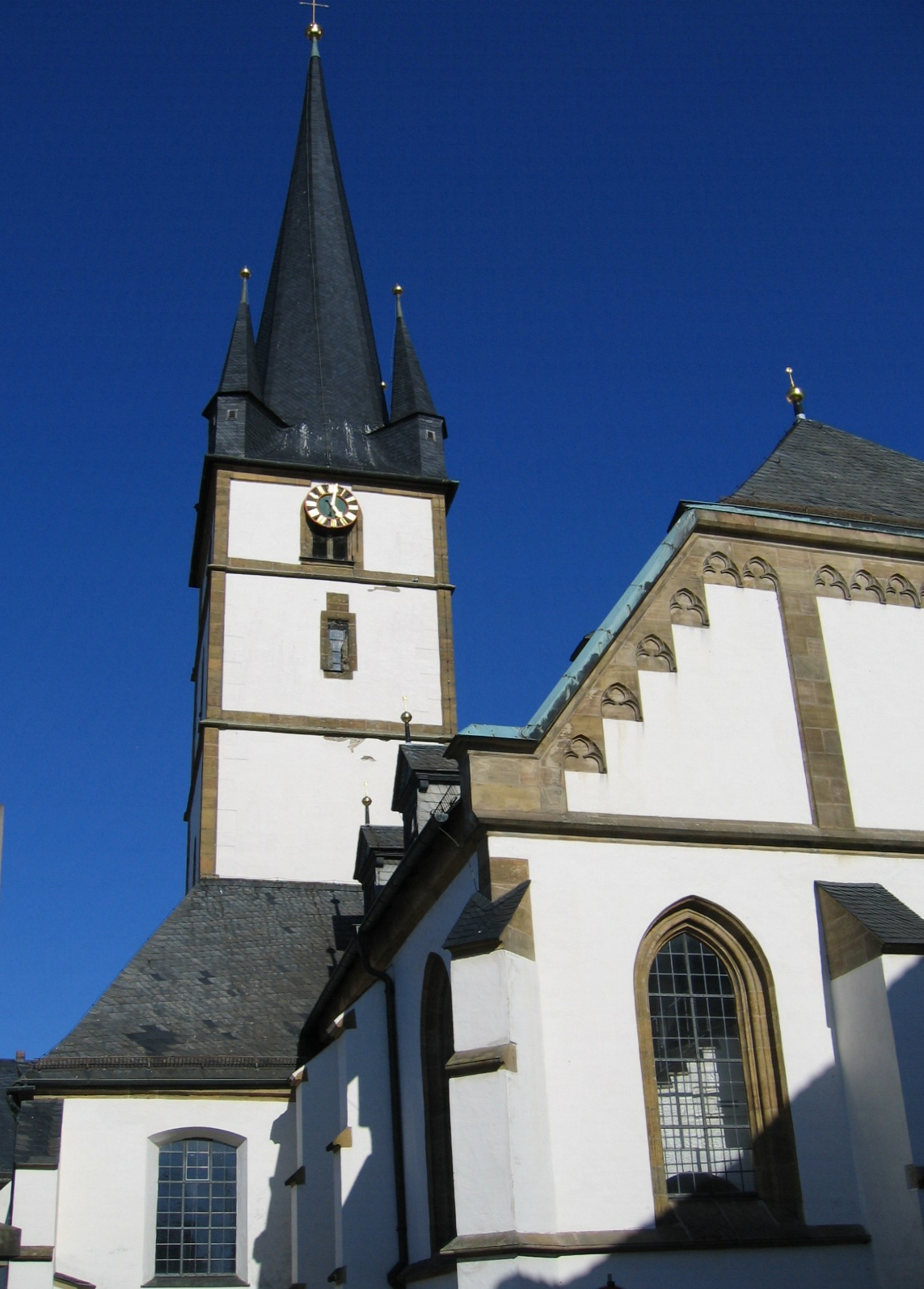
Katholische Pfarrkirche St. Kilian und Georg, 2005
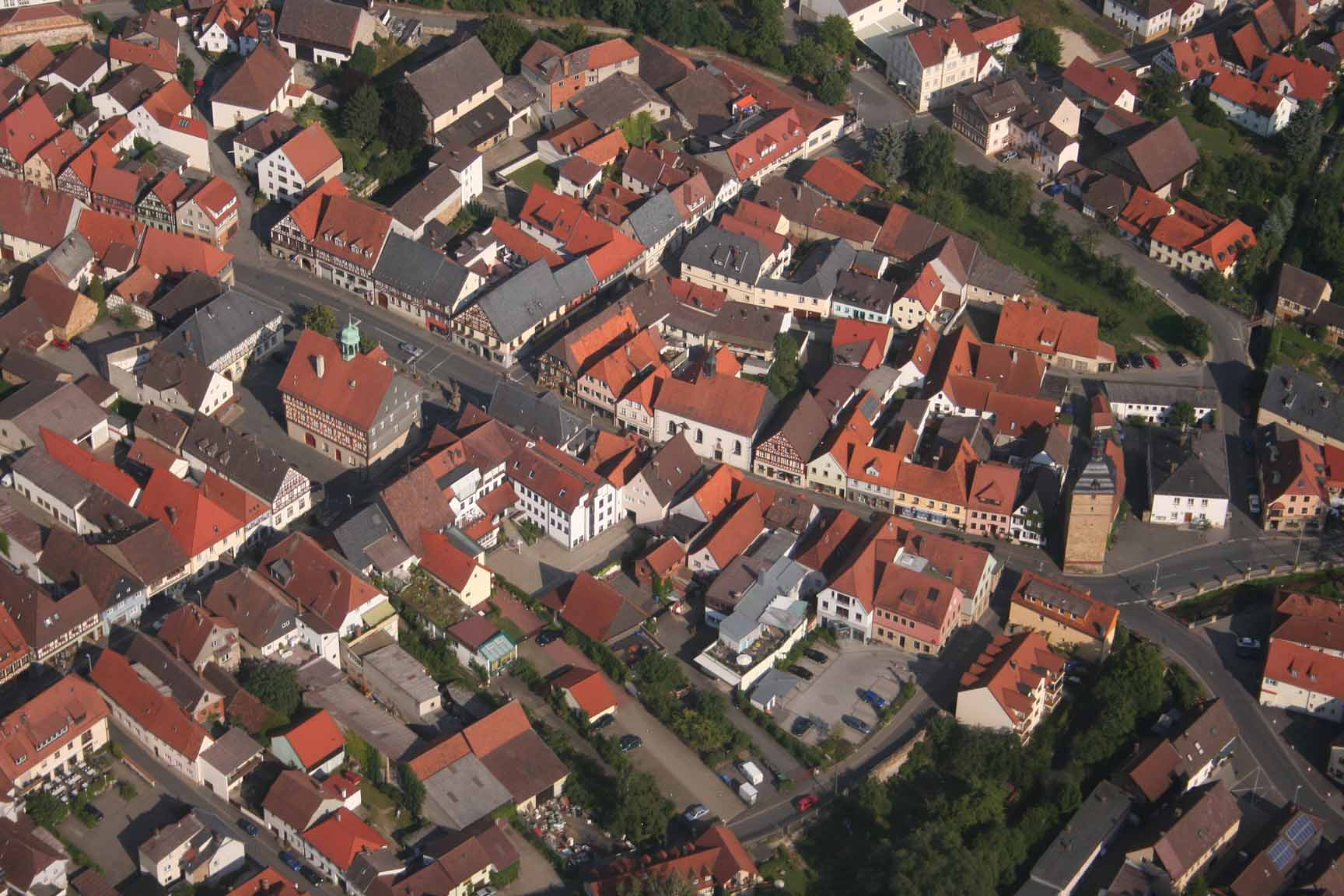
Luftaufnahme vom Stadtkern mit Rathaus und Stadtturm, 2005

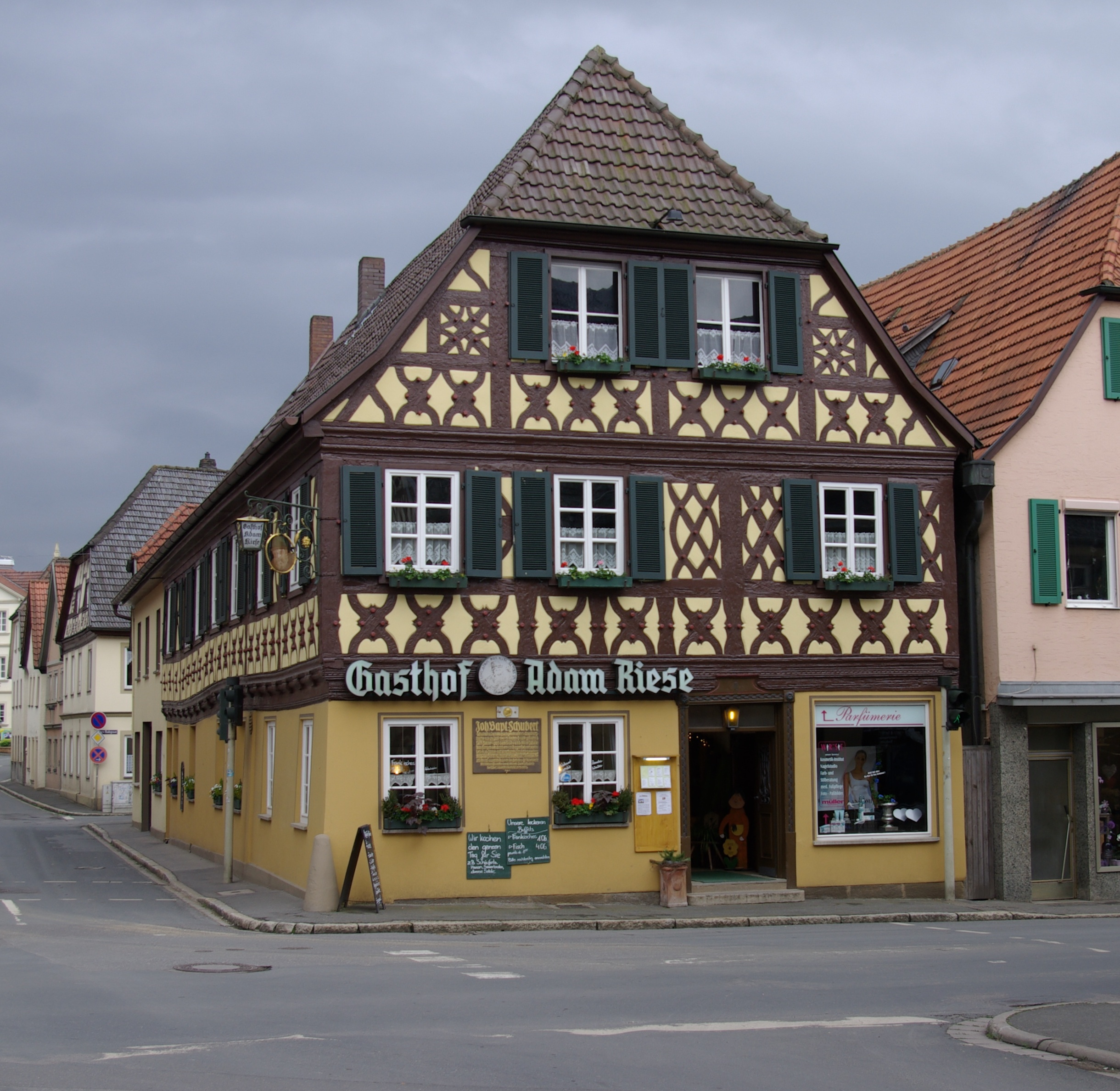
Gasthof Adam Riese, Geburtshaus von Johann Baptist Schubert, 2010
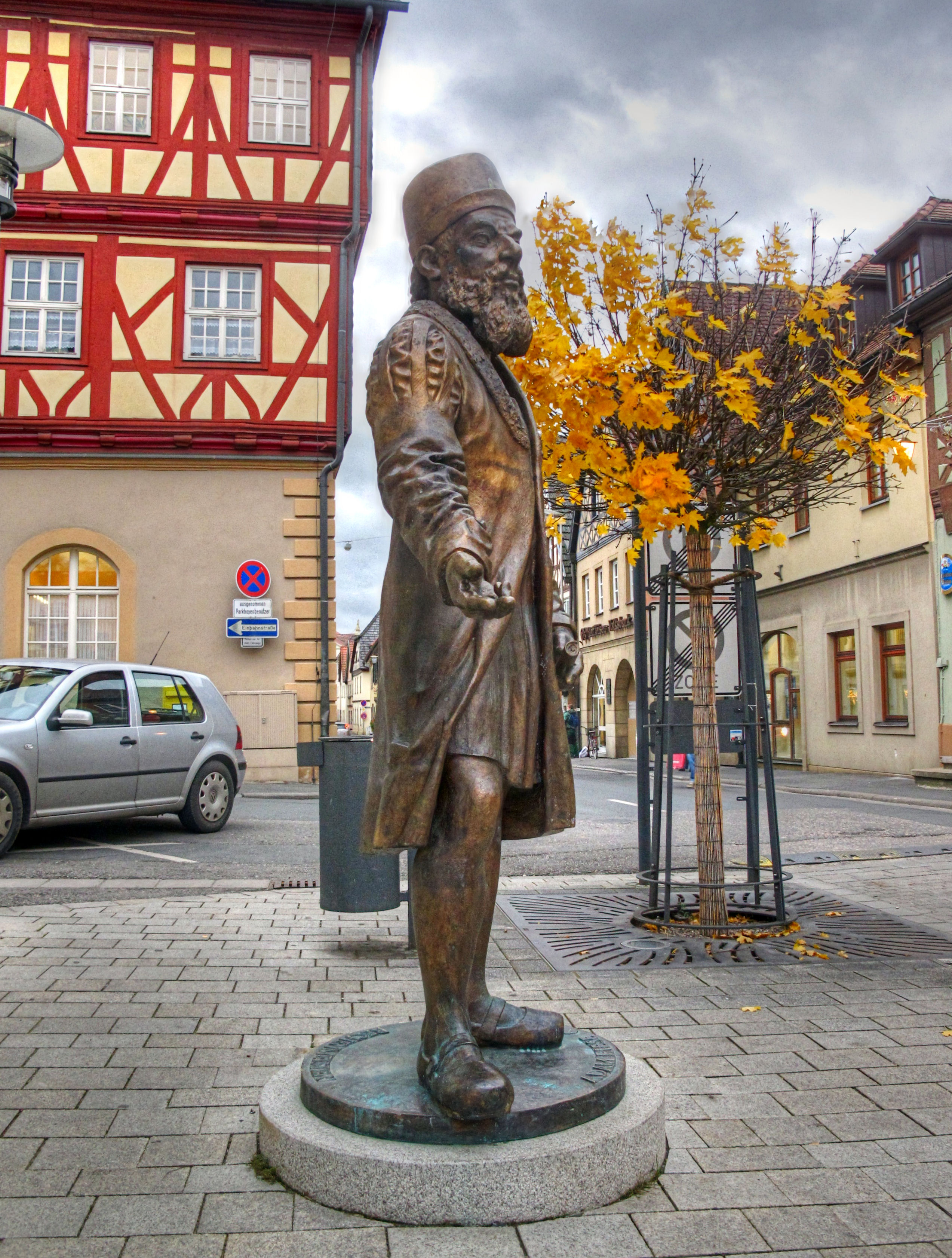
Bronzeplastik des Rechenmeisters Adam Riese
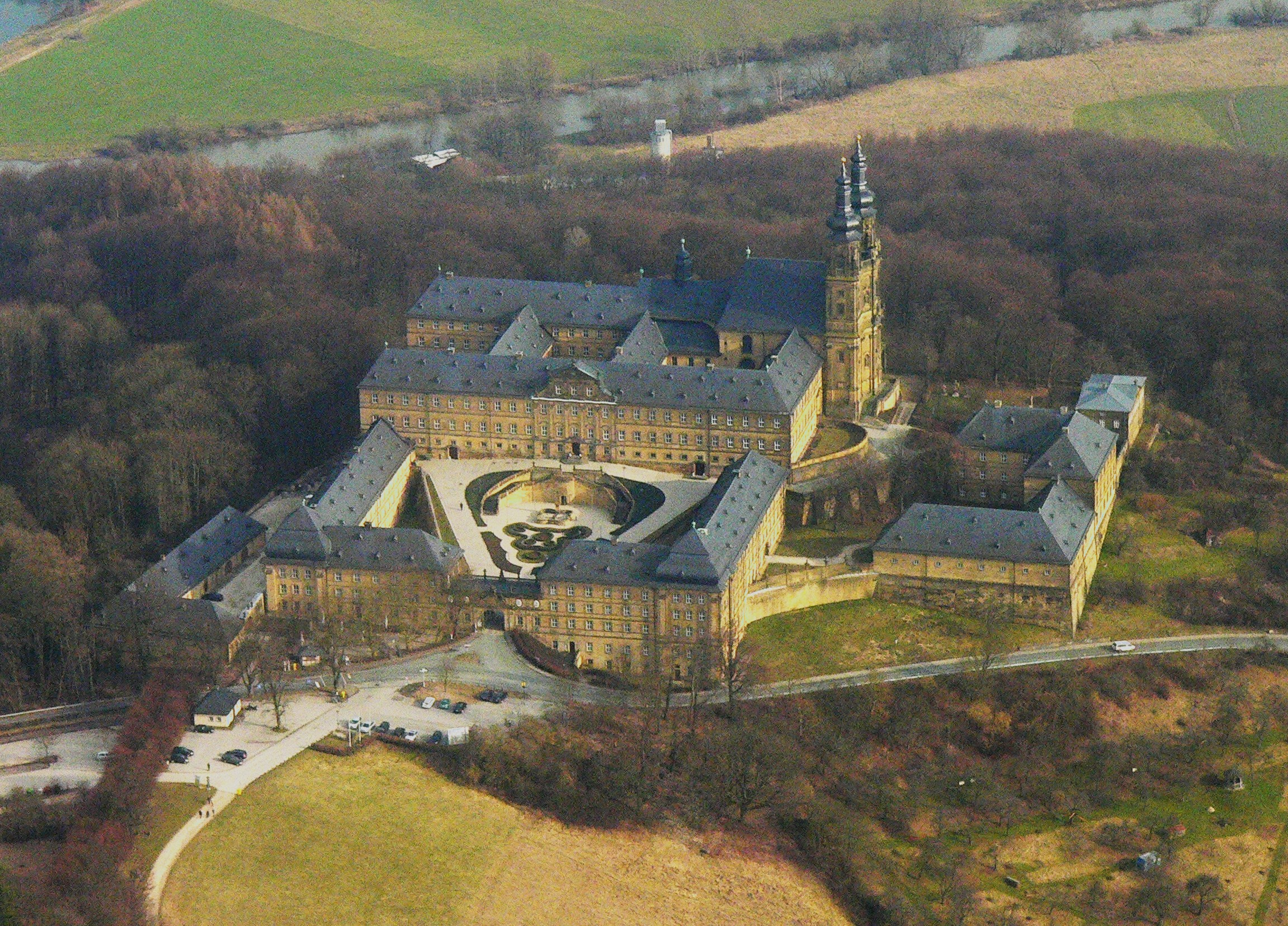
Kloster Banz, 2009
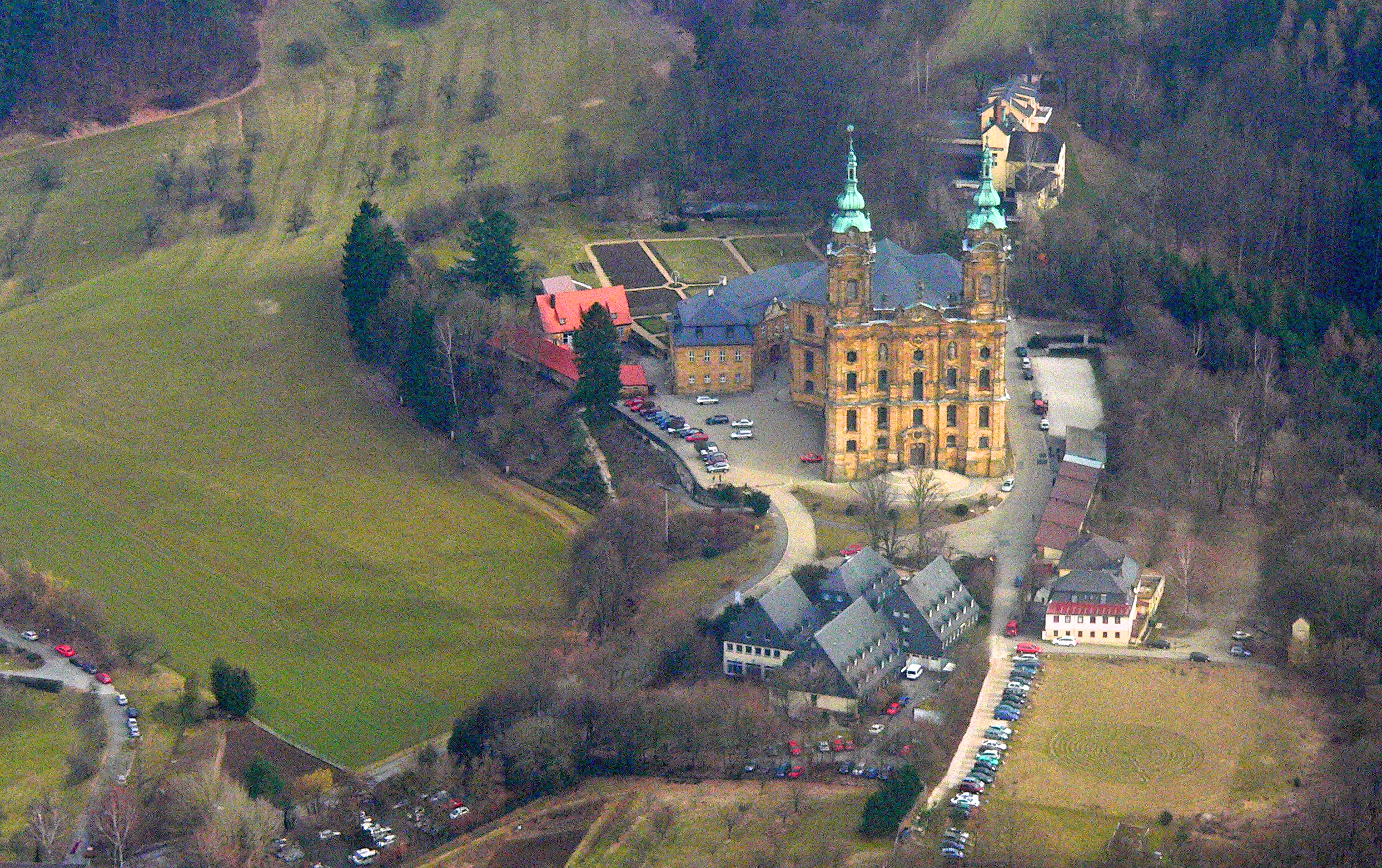
Vierzehnheiligen, 2009

### Regelmäßige Veranstaltungen
- Großer SKK-Faschingsball (Januar)
- Staffelsteiner Autofrühling (März)
- Obermain-Marathon (April)
- Oldtimer-Treffen der Oldtimerfreunde Staffelstein[22] (Mai)
- Schützenfest (Juni)
- Seit 2017 findet vor der Kulisse von Kloster Banz das Liedermacherfestival „Lieder auf Banz“ statt (Juli)
- Altstadtfest (Ende Juli)
- Bad Staffelsteiner Bierbrauerfest mit allen zehn im Stadtgebiet tätigen Brauereien an Maria Himmelfahrt (15. August)
- Staffelsteintreffen des AHSC Coburg und des Corpsphilisterverbandes Bamberg am ersten September-Wochenende. Zum 85. Treffen am 4. September 1976 kamen 300 Corpsstudenten. Den Kommers im Gasthof Grüner Baum mit 254 Teilnehmern leitete Werner Lüttge. Der VAC-Vorstand war durch Friedrich Ossig vertreten. Wolfgang Winkler hielt die Kommersrede.[23]
- Highlights der Blasmusik (3. Oktober)
- Bad Staffelsteiner Adventsmarkt (1. Adventswochenende)

## Wirtschaft und Infrastruktur

### Verkehr

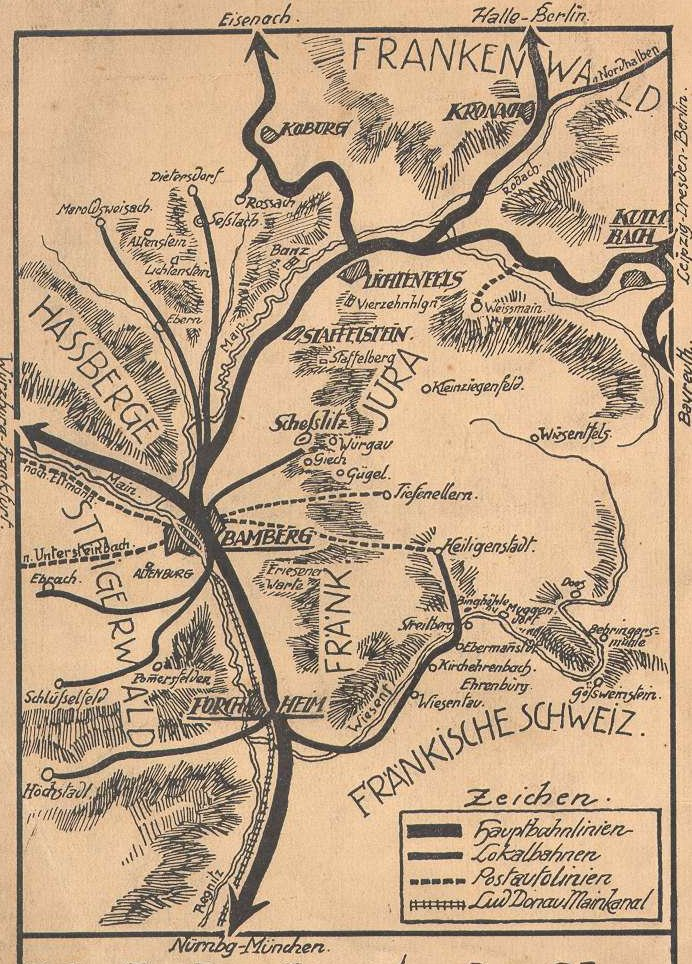
Verkehrskarte mit Staffelstein (1912)

Der Bahnhof Bad Staffelstein liegt an der Bahnstrecke Bamberg–Hof.

### Behörden
- Dienststelle des Amtes für Ernährung, Landwirtschaft und Forsten Coburg

### Bäder
- Aquariese (Freizeitbad)
- Obermain Therme (Thermalbad)
- Badesee Bad Staffelstein

### Klinik
- THERAmed Reha und Gesundheitszentrum Bad Staffelstein (ambulante Reha Orthopädie, EAP, Rehanachsorge, Physiotherapie, Ergotherapie)
- Schön Klinik Bad Staffelstein (Orthopädie, Neurologie und Psychosomatik) ⊙

### Bildung
- Adam-Riese-Schule (Grund- und Mittelschule)
- Ivo-Hennemann-Grundschule
- Viktor-von-Scheffel-Schule (Staatliche Realschule Bad Staffelstein)
- Berufsfachschule für Hauswirtschaft und Kinderpflege St. Kunigund (Vierzehnheiligen)
- Bildungszentrum des BAFzA[24]

### Brauereien
In Bad Staffelstein gibt es folgende Brauereien:
- Adler-Bräu, End, Inh. Mathilde Meußer und Johann Erlbacher
- Brauerei Dinkel, Stublang, Inh. Familie Dinkel, 500 hl Jahresproduktion
- Brauerei Hellmuth, Wiesen, Inh. Georg Helmuth, 400 hl Jahresproduktion
- Brauerei Hennemann, Stublang, Inh. Peter Hennemann, 300 hl Jahresproduktion
- Brauerei Hetzel, Frauendorf, Inh. Anton Hetzel, 3000 hl Jahresproduktion
- Brauerei Thomann, Wiesen, Inh. Familie Thomann, 450 hl Jahresproduktion
- Brauerei Reblitz, Nedensdorf, Inh. Familie Reblitz, 350 hl Jahresproduktion
- Brauerei Trunk, Vierzehnheiligen, Inh. Familie Trunk, 10.000 hl Jahresproduktion
- Hopfenrebell GmbH, Bad Staffelstein, Geschäftsführer: Stefano Garzarella
- Metzgerbräu, Uetzing, Inh. Manfred Reichert, 900 hl Jahresproduktion
- Staffelberg-Bräu GmbH & Co. KG, Loffeld, Inh. Familie Geldner-Wehrfritz, 15.000 hl Jahresproduktion

## Persönlichkeiten

### Söhne und Töchter der Stadt

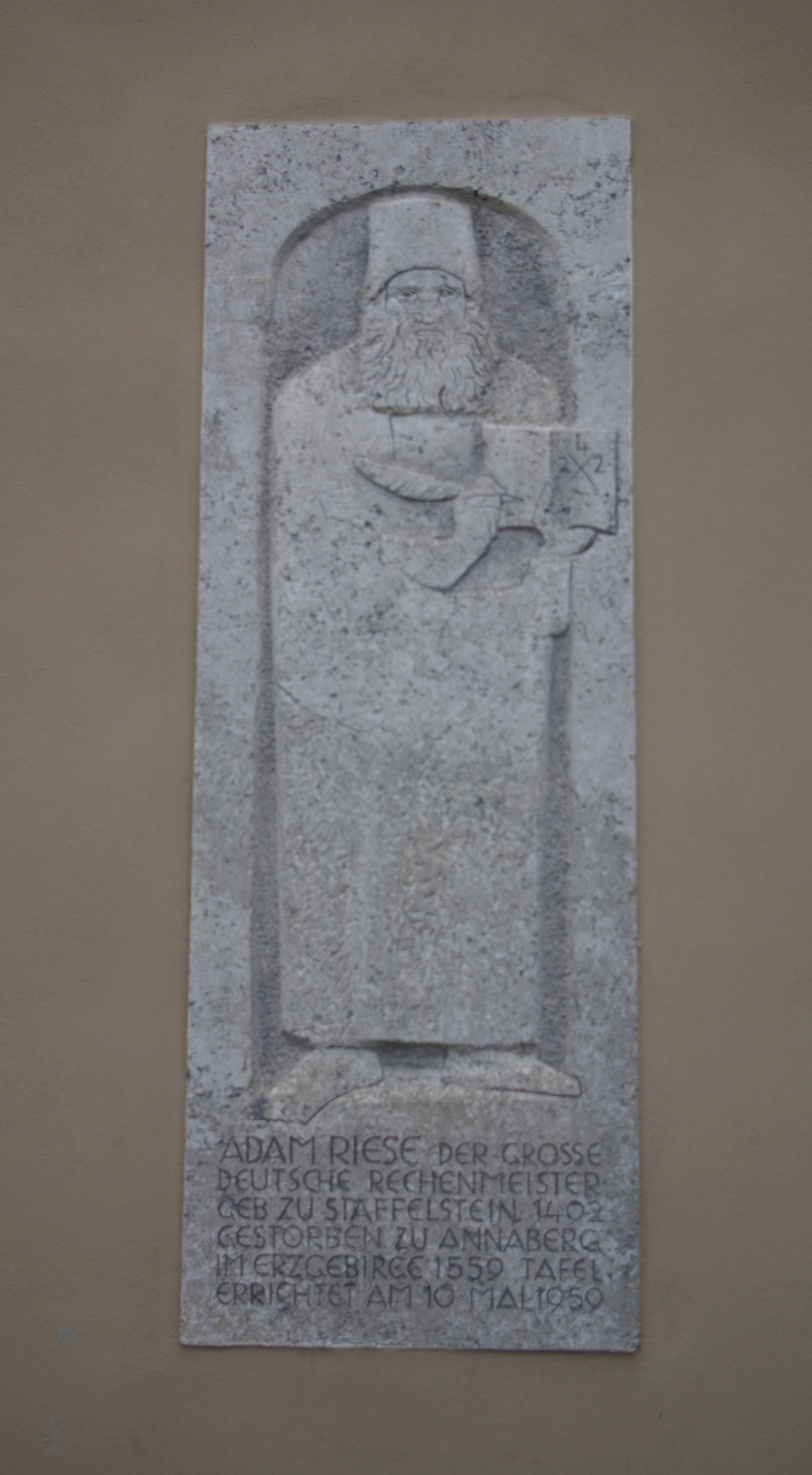
Adam-Ries-Relief von 1959 des Bildhauers Karl Potzler (1920–1995) am Rathaus in Bad Staffelstein, 2010

- Berühmtester Staffelsteiner ist der Rechenmeister Adam Ries (1492–1559). Bis ins 18. Jahrhundert wurden seine Rechenbücher als Lehrmittel in den Schulen verwendet. Heute noch kennt man den Spruch „Das macht nach Adam Ries(e) …“.
- Johann Jakob Joseph Sündermahler (1712–1775), Rechtsgelehrter und Hochschullehrer an der Universität Würzburg
- Nikolaus Zillich (1716–1758), Jesuit, Theologe, Philosoph und Hochschullehrer im Ortsteil Wolfsdorf
- Pankraz von Dinkel (1811–1894), Bischof von Augsburg 1861 bis 1894
- Konrad Hofmann (1819–1890), in Kloster Banz geborener Romanist, Germanist, Mediävist und Hochschullehrer
- Johann Baptist Müller (1827–1893), Kommunal- und Landespolitiker
- Johann Baptist Schubert (1847–1920), Pädagoge und Vorsitzender des Bayerischen Volksschullehrervereins
- Peter Zillig (1855–1929), Lehrer und pädagogischer Schriftsteller
- Georg Heilmann (1892–1981), Verwaltungsjurist, Ministerialdirektor
- Paul Böhmer (1907–1983), Ringer
- Hubert Weber (1920–2013), Kunstmaler und Bildhauer
- Armin Geus (* 1937), Biologe und Medizinhistoriker
- Winfred Bogdahn (1952–2016), Kommunalpolitiker
- Gerhard Hewera (* 1958), Offizier, Brigadegeneral der Luftwaffe der Bundeswehr
- Stefan Schorn (* 1971), Altphilologe
- Wolfgang Weis (* 1978), Organist und Hochschullehrer

### Personen, die mit Bad Staffelstein in Verbindung stehen
- Johann Thomas Nissler (1713–1769), Baumeister
- Franz Michael Rudhart (1830–1879), Musikschriftsteller und bayerischer Bezirksamtmann in Staffelstein
- Georg Hagel (* 1968), Basilikaorganist und Regionalkantor

## Trivia
Gemeinsam mit der Partnergemeinde Annaberg-Buchholz verweigerte Staffelstein die Teilnahme an den weltweiten Festivitäten zur vermeintlichen Jahrtausendwende 1999/2000 und verwies auf die weit verbreitete fehlerhafte Zeitrechnung. Wörtlich hieß es: „Man sei dies Adam Ries schuldig!“